# Kleidemos
Kleidemos (auch Kleitodemos) war ein im 4. Jahrhundert v. Chr. lebender griechischer Geschichtsschreiber. Er verfasste eine nur sehr fragmentarisch erhaltene Darstellung der Geschichte Athens.

## Leben und Werk
Kleidemos stammte aus Athen und war – abgesehen von Hellanikos von Lesbos – laut dem griechischen Reiseschriftsteller Pausanias der älteste Verfasser einer Geschichte Athens (Atthidograph). Zu seiner Ehrung wurde ihm von seiner Heimatstadt ein goldener Kranz verliehen. Aus Freude hierüber soll er gestorben sein.
Die von Kleidemos um 350 v. Chr. niedergeschriebene Atthis umfasste mindestens vier Bücher. Neben der Klassifikation als Atthis trug das Werk auch den – eventuell von Kleidemos selbst stammenden – Titel Protogonia („Geschichte des erstgeborenen Volks“). Am häufigsten werden Angaben aus dem ersten Buch von späteren Autoren zitiert, sodass hieraus die meisten Fragmente erhalten sind. Darin wurden die Topographie Athens und die mythische Urzeit der Stadt behandelt, der Kleidemos offenbar besonderes Interesse widmete und großen Raum in seinem Werk einräumte. Spätestens im dritten Buch hatte er die historische Zeit erreicht, da sich ein daraus stammendes Fragment mit dem athenischen Staatsmann Kleisthenes beschäftigt. Kleidemos führte die Darstellung bis mindestens zum Peloponnesischen Krieg fort; das späteste daraus zitierte Faktum betrifft ein Vorkommnis des Jahres 415 v. Chr.
Besonders ausführliche, allerdings nicht wörtliche Fragmente aus Kleidemos’ Darstellung der sagenhaften Urzeit Athens liefert Plutarch in seiner Biographie des mythischen Heros Theseus. Er gibt Kleidemos’ Berichte über den Einfall der Amazonen in Attika sowie den Feldzug des Theseus gegen König Deukalion von Kreta wieder. Plutarch bescheinigte Kleidemos, mit dramatischer Anschaulichkeit zu schreiben. In rationalistischer Weise versuchte Kleidemos, anhand von verstreuten, an einzelnen Orten hängenden Erinnerungen an Amazonen und anhand der Daten des Festkalenders eine pseudohistorische, zusammenhängende Darstellung der Amazonenschlacht in Athen zu geben. Auch seine Erzählung von Theseus’ Feldzug nach Kreta zeigt eine rationalistische Tendenz; er schilderte Ariadne als Nachfolgerin Deukalions in der Herrschaft über die Insel, in welcher Eigenschaft sie einen Staatsvertrag mit Theseus geschlossen habe.
Aus dem historischen Teil von Kleidemos’ Atthis liegen u. a. Zitate vor zu einer von Themistokles verwendeten Kriegslist, über die Verlustzahl der Schlacht von Plataiai sowie zu den Prodigien vor der athenischen Sizilienexpedition. Die Erklärungen, die Kleidemos für die Entstehung von Örtlichkeiten und Namen gab, verraten sein etymologisches und antiquarisches Interesse. Sein Schreibstil ist wegen der Knappheit der wörtlichen Bruchstücke nicht beurteilbar. Er beschäftigte sich auch mit der Auslegung des Sakralrechts und verfasste in diesem Zusammenhang neben der Atthis ein wohl nur ein Buch umfassendes Exegetikon.

## Ausgabe der Fragmente
- Felix Jacoby: Die Fragmente der griechischen Historiker (FGrH). Teil 3 B. Brill, Leiden 1954, Nr. 323.